# Kukačka indonéská
Kukačka indonéská (Phaenicophaeus curvirostris) je druh statné kukačky, která se vyskytuje v jihovýchodní Asii. Na rozdíl od některých jiných druhů kukaček si staví vlastní hnízdo a vychovává své potomky sama.

## Systematika
Druh formálně popsal anglický zoolog George Shaw v roce 1810. Kukačka indonéská se objevuje v několika poddruzích s následujícím areálem výskytu:
- P. c. singularis (Parrot, 1907) – jižní Myanmar, Sumatra;
- P. c. oeneicaudus Verreaux, J & Verreaux, É, 1855 – Mentavajské ostrovy
- P. c. curvirostris (Shaw, 1810) – západní a střední Jáva;
- P. c. deningeri Stresemann, 1913 – východní Jáva a Bali;
- P. c. microrhinus Berlepsch, 1895 – ostrov Bangka, Natunské ostrovy a Borneo;
- P. c. harringtoni (Sharpe, 1877) – ostrov Palawan a blízké okolí.

Druhové jméno curvirostris pochází z latinského curvus („zakřivený“) a -rostris („-zobý“), čili volně přeloženo jako „křivozobý“.

## Výskyt
Vzhledem k rozsáhlému areálu výskytu napříč různými ostrovy jihovýchodní Asie je stanoviště kukačky indonéské značně různorodé. Obývá habitaty od stálezelených nebo částečně opadavých lesů a rašelinišť přes mangrovy a pobřežní křovinaté oblasti po sekundární lesy včetně lesů s aktivní těžbou. Vyskytuje se i v kulturní krajině včetně zahrad nebo citrusových, kakaových a kaučukových plantáží. Vyhledává hlavně nížiny, avšak může vystoupat až do 1500 m n. m.

## Popis

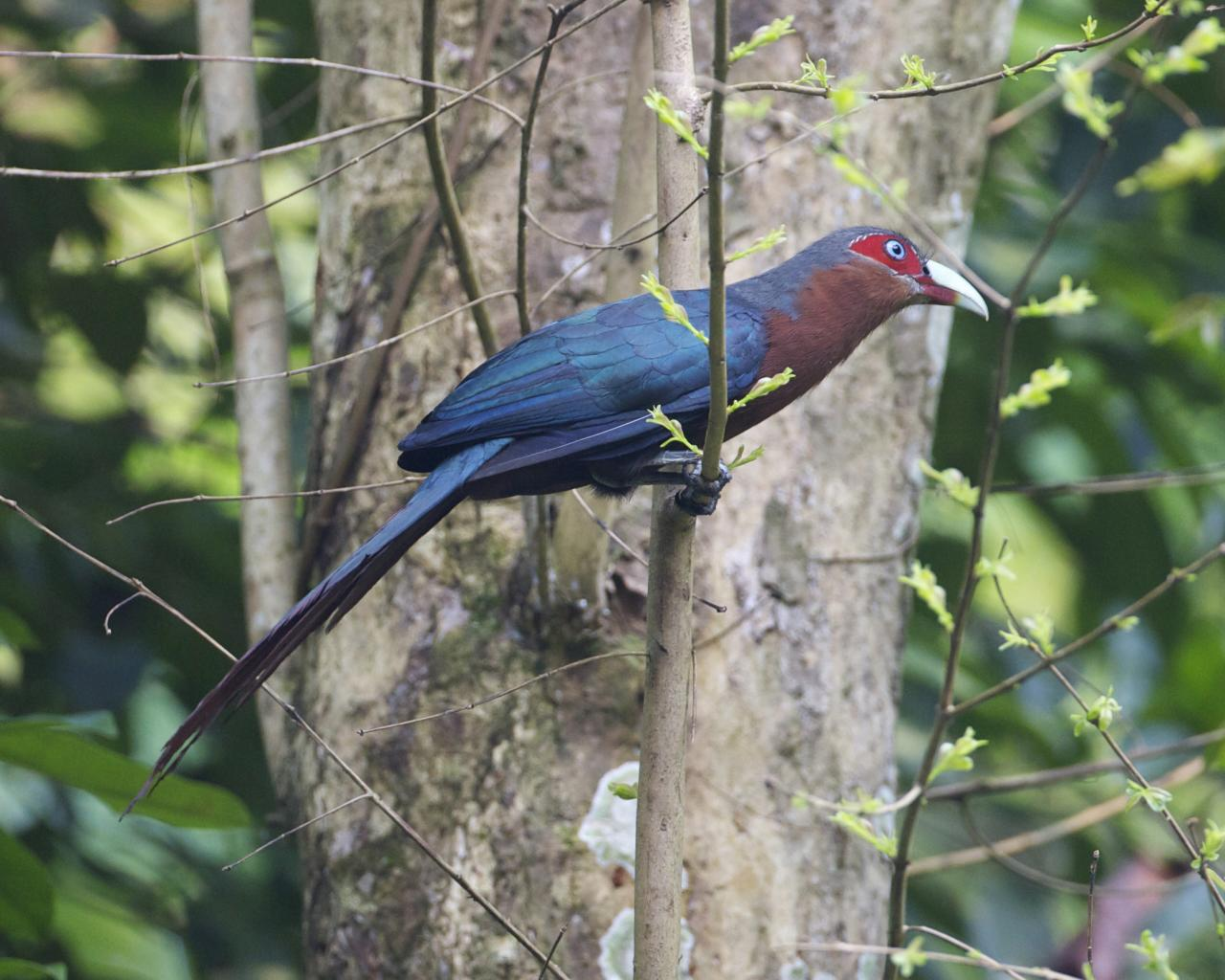
Kukačka indonéská na stromě (Malajsie)

Dosahuje délky těla kolem 42–49 cm. Zobák je robustní, zatočený dolů. Horní čelist je žlutá až žlutozelená, u kořene tmavší; spodní čelist je hnědě rohová až tmavě žlutá. Nohy jsou šedé. Duhovky jsou modravé, občas žlutavé nebo šedé. Hlava a šíje jsou šedé, hřbet a křídla leskle zelené. Dominantu hlavy tvoří červená kůže kolem oka, která se táhne od kořene spodního zobáku až za oko. Krovky jsou zespoda tmavě rezavé. Opeření od brady po hruď je rezavé, boky leskle zelené. Břicho je tmavé, ocas zespoda rezavý.

## Biologie
Ozývá se hlasitým „ui-ó“ nebo rychlým „kok-kok-kok“. Krmící ptáci na sebe volají mňoukavým „mňau“. Při příchodu na hnízdo vydává jemné „konk“. Živí se hmyzem jako jsou housenky, švábi, cikády, kudlanky, sarančata nebo brouci. Nepohrdne ani menšími kraby, žábami, ptáčaty, krysami nebo hady. Občas pojídá i listy.

### Hnízdění
K zahnízdění dochází od ledna do září. Šálkovité hnízdo si staví v korunách stromů v místech větvení. Bývá umístěno na neforemné platformě z větví, které jsou často stále obsypány zelenými listy. Samice snáší 2–3 ovální bílá matná vejce o rozměrech kolem 36×29 mm. Inkubační doba trvá nejméně 13 dní.

## Ohrožení
Mezinárodní svaz ochrany přírody (IUCN) považuje kukačku indonéskou za málo dotčený druh se stabilní populací. Početnost druhu sice nebyla kvantifikována, avšak výskyt kukačky je popisován jako běžný.